# Associazione Sportiva Pro Gorizia 1941-1942
Questa voce raccoglie le informazioni riguardanti l'Associazione Sportiva Pro Gorizia nelle competizioni ufficiali della stagione 1941-1942.

## Rosa
| N. |                   | Ruolo | Calciatore          |
| -- | ----------------- | ----- | ------------------- |
|    | Italia (bandiera) | C     | Enrico Auletta      |
|    | Italia (bandiera) | A     | Gaetano Auletta     |
|    | Italia (bandiera) | D     | Franco Battistella  |
|    | Italia (bandiera) | A     | R. Bensa            |
|    | Italia (bandiera) | D     | Ivano Blason        |
|    | Italia (bandiera) | P     | Giovanni Busani     |
|    | Italia (bandiera) | C     | L. Ciani            |
|    | Italia (bandiera) | C     | Bruno Ciuffarin     |
|    | Italia (bandiera) | A     | F. Cobianchi        |
|    | Italia (bandiera) | D     | Mario Cumar         |
|    | Italia (bandiera) | C     | Ferdinando Dal Pont |
|    | Italia (bandiera) | C     | Severino Flebus     |

| N. |                   | Ruolo | Calciatore              |
| -- | ----------------- | ----- | ----------------------- |
|    | Italia (bandiera) | C     | Aredio Gimona           |
|    | Italia (bandiera) | A     | A. Giuliani             |
|    | Italia (bandiera) | A     | N. Martellani           |
|    | Italia (bandiera) | A     | Silvano Millo           |
|    | Italia (bandiera) | A     | Idres Natali            |
|    | Italia (bandiera) | A     | Luigi Paulin            |
|    | Italia (bandiera) | A     | Aurelio Pavesi De Marco |
|    | Italia (bandiera) | D     | Rodolfo Pintar          |
|    | Italia (bandiera) | C     | Giovanni Punteri        |
|    | Italia (bandiera) | C     | G. Rossi                |
|    | Italia (bandiera) | P     | Ivanoe Sacchetti        |
|    | Italia (bandiera) | A     | Giuseppe Vescovo        |